# 손수 (고구려)
손수(孫漱, ?~?)는 고구려의 장수이다.

## 생애
438년, 나라를 잃고 고구려에 망명 와 있던 북연의 군주 풍홍(馮弘)은 고구려의 처우에 불만을 품고 송나라의 창건자 유유(劉裕)와 비밀리에 연락하여 고구려를 떠날 때 맞아주기를 청했다. 이를 알아챈 장수왕은 손수와 고구(高仇)에게 풍홍을 죽이게 했다. 손수 등은 풍홍이 머무르고 있던 북풍(北豊)으로 찾아가 죽이고 그의 자손 10여 명까지 죽였다.
때마침 유유로부터 군사 7천을 받고 풍홍을 데려가려 했던 송나라의 장수 왕백구(王白驅)는 손수의 고구려군을 기습하여 궤멸시켰는데, 이때 손수는 왕백구에게 사로잡혔다. 장수왕은 다시 군사를 보내 송군을 격파하고 왕백구를 붙잡은 다음 송나라로 돌려보냈다. 이후 손수에 관한 기록은 더 이상 남아있지 않다.